# Wysokość względna
Wysokość względna – pionowa odległość (wysokość) jakiegoś punktu względem punktu odniesienia innego niż poziom morza.
Mówiąc o wysokości względnej, najczęściej ma się na myśli wysokość szczytów górskich w stosunku do den dolinnych lub bezpośrednio otaczających je wyżyn lub nizin. Stanowi ona podstawę rozróżnienia dwóch wielkich form terenu: wyżyn i gór.
Przykładowo wysokość względna pomiędzy Rysami a Morskim Okiem wynosi ponad 1100 m.